# Río Futa
Río Futa är ett vattendrag i Chile.   Det ligger i regionen Región de Los Ríos, i den södra delen av landet, 700 km söder om huvudstaden Santiago de Chile.
I omgivningen kring Río Futa växer i huvudsak städsegrön lövskog. Området är ganska tätbefolkat, med 160 invånare per kvadratkilometer.